# Discographie de Richie Hawtin
La discographie de Richie Hawtin comprend l'ensemble des disques qu'il a publiés durant sa carrière solo au travers de nombreux alias. Cette discographie solo s'étend sur une période qui va de 1990, avec la sortie du maxi Approach & Identify sous le pseudonyme F.U.S.E., à aujourd’hui et la publication en 2011 du coffret Arkives: 1993-2010 compilant les œuvres réalisées en tant que Plastikman, son principal alter ego. Outre cette discographie solo, il faut aussi signaler les disques composés et réalisés au sein de groupes, dont le plus notable est Cybersonik.

## Plastikman

### Albums
| Année | Album            | Label    | Critique                              |
| ----- | ---------------- | -------- | ------------------------------------- |
| 1993  | Sheet One        | Plus 8   | AllMusic                              |
| 1994  | Recycled Plastik | Novamute | AllMusic                              |
| 1994  | Musik            | Plus 8   | AllMusic                              |
| 1998  | Consumed         | Minus    | AllMusic · Chronic'art · Magic · Spin |
| 1998  | Artifakts (bc)   | Minus    | Chronic'art · Magic                   |
| 2003  | Closer           | Minus    | Magic                                 |
| 2014  | EX               | Mute     |                                       |

### Singles et maxis
| Année | Maxi/single             | Label             | Critique |
| ----- | ----------------------- | ----------------- | -------- |
| 1994  | Krakpot / Elektrostatik | Plus 8 / novamute |          |
| 1993  | Spastik                 | Plus 8 / novamute |          |
| 1994  | Spaz                    | Plus 8            |          |
| 1994  | Plastique               | Plus 8 / novamute |          |
| 1997  | Sickness                | Plus 8 / novamute |          |
| 1998  | Hypokondriak / Afrika   | Minus             |          |
| 1999  | PK                      | Minus             |          |
| 2003  | Disconnect              | Minus / novamute  |          |
| 2004  | I Don't Know            | Minus             |          |
| 2004  | Nostalgik.1             | Minus             |          |
| 2005  | Nostalgik.2             | Minus             |          |
| 2007  | Nostalgik.3             | Minus             |          |
| 2010  | Slinky                  | Minus             |          |

### Compilations
| Année | Compilation       | Album          | Critique         |
| ----- | ----------------- | -------------- | ---------------- |
| 2010  | Kompilation       | Plastikprodukt | Resident Advisor |
| 2011  | Arkives 1993-2010 | Minus          | AllMusic         |

## Richie Hawtin

### Album
| Année | Album                 | Label  | Critique |
| ----- | --------------------- | ------ | -------- |
| 1998  | Concept 1 96:CD       | Minus  | AllMusic |
| 2015  | From My Mind To Yours | Plus 8 |          |

### Singles et maxis
| Année | Maxi/single  | Label | Critique |
| ----- | ------------ | ----- | -------- |
| 1999  | Minus Orange |       |          |
| 2002  | Orange       |       |          |

### Compilations, DJ sets et autres
| Année | Album                     | Label | Critique                                   |
| ----- | ------------------------- | ----- | ------------------------------------------ |
| 1999  | Decks, EFX & 909          | Minus | AllMusic · Magic                           |
| 2001  | DE9 \| Closer to the Edit | Minus | AllMusic · Chronic'art · Magic · Pitchfork |
| 2005  | DE9 \| Transitions        | Minus | AllMusic · Pitchfork · Resident Advisor    |

## Robotman

### Singles et maxis
| Année | Maxi/single           | Label                 | Critique |
| ----- | --------------------- | --------------------- | -------- |
| 1992  | Never                 | Definitive Recordings |          |
| 1993  | Do Da Doo (Remixes)   | Definitive Recordings |          |
| 2001  | Hypno Freak (Remixes) | Poker Flat            |          |

## F.U.S.E.

### Album
| Année | Album               | Label  | Critique |
| ----- | ------------------- | ------ | -------- |
| 1993  | Dimension Intrusion | Plus 8 | AllMusic |

## Collaborations

### Cybersonik
Trio formé avec John Acquaviva et Daniel Bell.
| Année | Maxi                     | Label  | Critique |
| ----- | ------------------------ | ------ | -------- |
| 1990  | Technarchy               | Plus 8 |          |
| 1991  | Backlash                 | Plus 8 |          |
| 1992  | Thrash                   | Plus 8 |          |
| 1992  | Jackhammer / Machine Gun | Probe  |          |

### Spawn
Trio formé avec Daniel Bell et Fred Giannelli.
| Année | Maxi                                      | Label    | Critique |
| ----- | ----------------------------------------- | -------- | -------- |
| 1992  | Circuit Breaker / Spawn - Probe Mission 1 | NovaMute |          |
| 1992  | Infiltrator                               | Probe    |          |
| 1993  | Teste / Spawn - Sysex Remixes             | Probe    |          |
| 1995  | Hammernock                                | Probe    |          |

### States of Mind
Duo formé avec John Acquaviva.
| Année | Maxi             | Label  | Critique |
| ----- | ---------------- | ------ | -------- |
| 1990  | Elements of Tone | Plus 8 |          |

### Two Guys in the Basement
Duo formé avec John Acquaviva.
| Année | Single    | Label                                                         | Critique |
| ----- | --------- | ------------------------------------------------------------- | -------- |
| 1991  | Clockwerk | Lower East Side Records Sur la compilation Star Tracks Vol. 2 |          |